# Zbigniew lengyel fejedelem
Zbigniew (1073 – 1113. július 8.) lengyel fejedelem volt 1102 és 1106 között.

## Élete
I. Ulászló törvénytelen gyermekeként született. Eredetileg papnak készült. Sok évet töltött Quedlinburg kolostorában (a mai németországi Szász-Anhaltban).
1093-ban lengyel arisztokraták egy befolyásos csoportja, akik szemben álltak a nagy hatalmú Sieciech vajdával, hazahívták. I.  László magyar király ekkor segített is neki rövidtávú sikereket elérni Krakkó ostromlásával, habár eredetileg I. Ulászló Herman kérte segítségét a felkelőkkel szemben. 1096-ban Zbigniew és féltestvére, a későbbi III. Ferdeszájú Boleszláv, rávették édesapjukat, hogy száműzze Sieciechet és adjon nekik tartományokat, amelyek felett uralkodhatnak. 1102-ben, Ulászló halála után elkezdődött a két testvér közt a trónharc. 1107-ben Boleszlávnak sikerült elűznie Zbigniewet, aki V. Henrik német-római császárnál talált menedéket. 1109-ben csatlakozott V. Henrik Lengyelország elleni hadjáratához, Boleszláv azonban a hundsfeldi csatában legyőzte a császárt. 
1112-ben Boleszláv visszahívta mostohafivérét Lengyelországba, csakhamar azonban árulással vádolta meg és megvakíttatta. Zbigniew nem sokkal ezután meghalt. Ennek emlékét őrzi a Lengyel krónika, melyet azért íratott a magyarországi zarándoklaton bűnbocsánatért járt Boleszláv Gallus Anonymus krónikással, hogy kizárólagos hatalmi igényét megindokolja.

## Családfa
| 4. Megújító Kázmér †1058 november 28. |  |                                      |  |  |                        |
|                                       |  | 2. I. Ulászló Herman †1102 június 4. |  |  |                        |
| 5. Dobronega Maria Kijowska †1087     |  |                                      |  |  |                        |
|                                       |  |                                      |  |  | 1. Zbigniew †1112 után |
| 6. ismeretlen                         |  |                                      |  |  |                        |
|                                       |  | 3. ismeretlen                        |  |  |                        |
| 7. ismeretlen                         |  |                                      |  |  |                        |
|                                       |  |                                      |  |  |                        |